# Dekanat Ústí nad Orlicí
Dekanat Ústí nad Orlicí – jeden z 14 dekanatów diecezji hradeckiej w Czechach. Według stanu na styczeń 2016, w jego skład wchodziło 19 parafie. 

## Lista parafii
| Lp. | Miejscowość        | Parafia                                        | Kościół                                                           |
| --- | ------------------ | ---------------------------------------------- | ----------------------------------------------------------------- |
| 1   | Brandýs nad Orlicí | Parafia Wniebowstąpienia Pańskiego             | Kościół Wniebowstąpienia Pańskiego w Brandýsie nad Orlicí         |
| 2   | Česká Třebová      | Parafia św. Jakuba Starszego Apostoła          | Kościół św. Jakuba Starszego Apostoła w Českiej Třebovej          |
| 3   | České Heřmanice    | Parafia św. Jakuba Starszego Apostoła          | Kościół św. Jakuba Starszego Apostoła w Českich Heřmanicach       |
| 4   | České Libchavy     | Parafia św. Wita, męczennika                   | Kościół św. Wita w Českich Libchavach                             |
| 5   | Damníkov           | Parafia św. Jana Chrzciciela                   | Kościół św. Jana Chrzciciela w Damníkovie                         |
| 6   | Dolní Dobrouč      | Parafia św. Mikołaja, biskupa                  | Kościół św. Mikołaja w Dolní Dobroučy                             |
| 7   | Horní Sloupnice    | Parafia św. Mikołaja, biskupa                  | Kościół św. Mikołaja w Horní Sloupnicy                            |
| 8   | Choceň             | Parafia św. Franciszka Serafickiego            | Kościół św. Franciszka Serafickiego w Chocni                      |
| 9   | Knířov             | Parafia Zwiastowania Pańskiego                 | Kościół Zwiastowania Pańskiego w Knířovie                         |
| 10  | Lanškroun          | Parafia św. Wacława, męczennika                | Kościół św. Wacława w Lanškrounie                                 |
| 11  | Luková             | Parafia św. Małgorzaty, dziewicy i męczennicy  | Kościół św. Małgorzaty w Lukovej                                  |
| 12  | Rudoltice          | Parafia Świętych Apostołów Piotra i Pawła      | Kościół Świętych Apostołów Piotra i Pawła w Rudolticach           |
| 13  | Řetová             | Parafia św. Marii Magdaleny                    | Kościół św. Marii Magdaleny w Řetovej                             |
| 14  | Sopotnice          | Parafia św. Zygmunta, męczennika               | Kościół św. Zygmunta w Sopotnicy                                  |
| 15  | Uście nad Orlicą   | Parafia Wniebowzięcia Najświętszej Maryi Panny | Kościół Wniebowzięcia Najświętszej Maryi Panny w Uściu nad Orlicą |
| 16  | Vraclav            | Parafia Wniebowzięcia Najświętszej Maryi Panny | Kościół Wniebowzięcia Najświętszej Maryi Panny we Vraclavi        |
| 17  | Vysoké Mýto        | Parafia św. Wawrzyńca, diakona i męczennika    | Kościół św. Wawrzyńca w Vysokém Mýcie                             |
| 18  | Zámrsk             | Parafia św. Marcina, biskupa                   | Kościół św. Marcina w Zámrsku                                     |
| 19  | Žichlínek          | Parafia Narodzenia św. Jana Chrzciciela        | Kościół Narodzenia św. Jana Chrzciciela w Žichlínku               |